# Little Carlton
Little Carlton – wieś i civil parish w Anglii, w Lincolnshire, w dystrykcie East Lindsey. Leży 45,1 km od Lincoln i 204,1 km od Londynu.
W 2011 roku civil parish liczyła 129 mieszkańców. Little Carlton jest wspomniana w Domesday Book (1086) jako Carleton(e).